# Elizabeth Building
El Elizabeth Building es un edificio comercial histórico en 100 North Main Street en el vecindario College Hill de la ciudad Providence, la capital del estado de Rhode Island (Estados Unidos). El edificio de mampostería de cinco pisos fue construido en 1872 para el destacado desarrollador local Rufus Waterman.

## Arquitectura
El edificio fue diseñado por Alfred Stone y es uno de los pocos edificios comerciales supervivientes de Providence con una fachada de hierro fundido. Esta tiene cinco tramos de ancho, los tramos separados por columnas corintias encajadas, con cada piso separado del siguiente por un entablamento con friso. Los vanos exteriores tienen ventanas emparejadas, mientras que los tres vanos interiores tienen ventanas de guillotina más grandes. Los elementos decorativos de la fachada principal se continúan por un vano con ventanas pareadas en el alzado lateral izquierdo.

## Historia

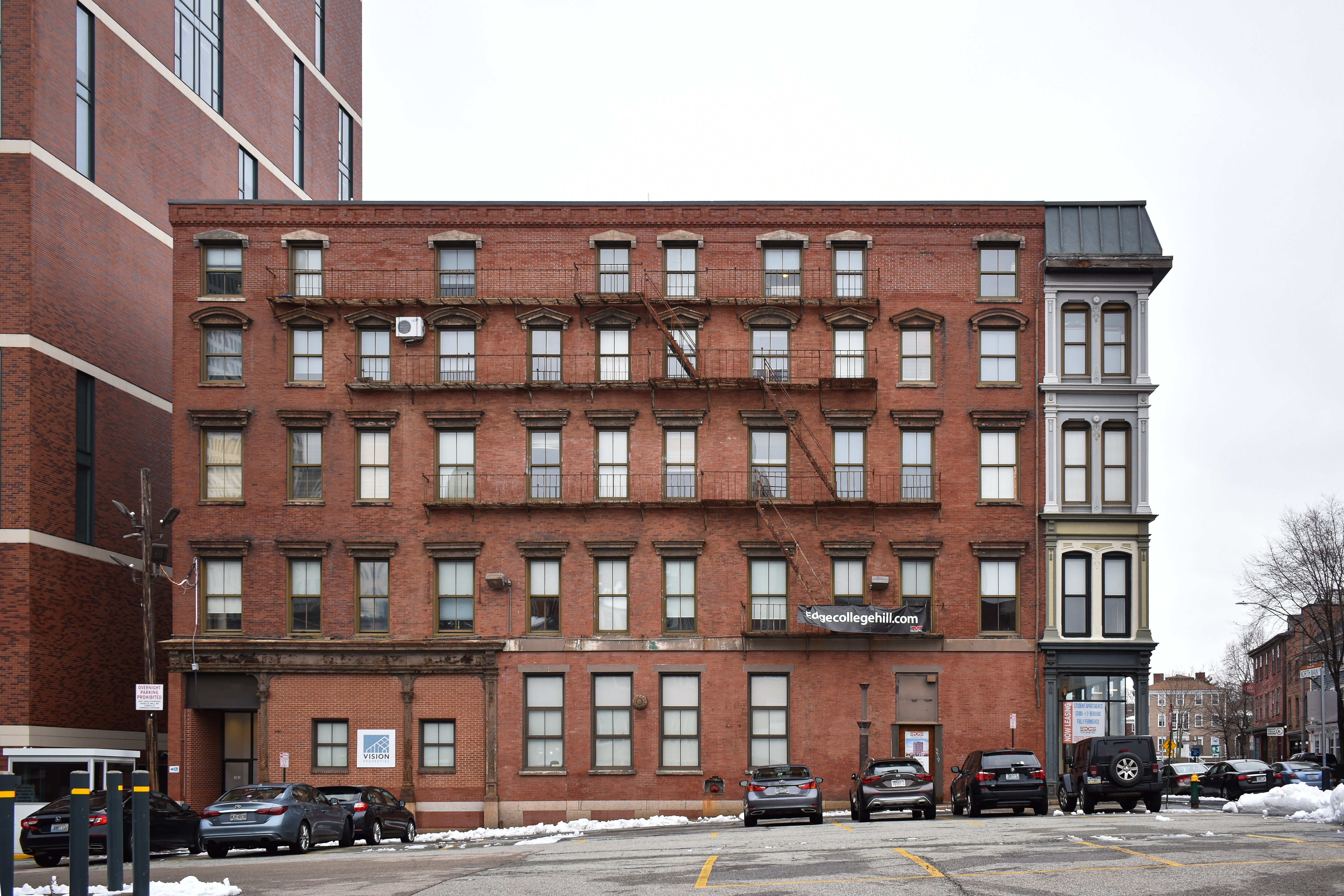
La fachada sur del edificio.

El Elizabeth Building estuvo acompañado anteriormente por otro edificio diseñado por Stone. Esta estructura, el edificio Gilbert Congdon & Co. (Congdon & Carpenter), se construyó en 1869 directamente hacia el este, en las calles Canal y Elizabeth. Ahora demolido, era similar al edificio Owen de 1866 que aún está en pie.
El eElizabeth Building ha sido una propiedad contribuidora del distrito histórico de College Hill desde 1970.
En 1971, el edificio se incluyó de forma independiente en el Registro Nacional de Lugares Históricos.